# Aurelio Eracliano
Aurelio Eracliano (latino: Aurelius Heraclianus; fl. 266-268) è stato un generale romano, prefetto del pretorio sotto l'imperatore Gallieno, contro il quale congiurò causandone la morte.

## Biografia

Ritratto di Gallieno, imperatore cui fu legata la carriera di Eracliano e che questi fece uccidere.

Ad Augusta Traiana, la moderna Stara Zagora, sono state ritrovate due iscrizioni che riguardano Aurelio: una dedicatagli da Traiano Muciano, e l'altra dedicata al fratello di Eracliano, il governatore di Tracia Marco Aurelio Apollinario. Il nome "Marco Aurelio" fu preso da tutti coloro che ottennero la cittadinanza romana con la Constitutio antoniniana promulgata dall'imperatore Caracalla (che si chiamava appunto "Marco Aurelio"); ciò suggerisce che Eracliano e suo fratello Apollinario non provenissero da una famiglia aristocratica, e che dunque fecero carriera grazie alle loro abilità militari.
Comandante di successo dell'imperatore Gallieno, fu da questi nominato dux della spedizione volta a riprendere il controllo della frontiera con la Persia dopo la morte di Odenato nel 267, ma fu sconfitto dai Palmireni della regina Zenobia e di suo figlio Vaballato. L'intera armata romana fu annientata dai palmireni.
Secondo alcune interpretazioni alternative, questa spedizione non avvenne sotto Gallieno ma sotto il suo successore Claudio il Gotico, o non avvenne affatto.
Divenne prefetto del pretorio, nel 266 o nel 267, a seguito della nomina di Lucio Petronio Tauro Volusiano a praefectus urbi.
Progettò di uccidere l'imperatore; secondo una versione, dopo aver avvertito Claudio il Gotico della congiura, trovò un uomo adatto, un comandante della cavalleria dalmata, Cecropio, che trasse Gallieno in un tranello e lo uccise; secondo un'altra versione, Claudio fu estraneo alla vicenda, macchinata sempre da Eracliano. Successivamente Eracliano si suicidò.